# A magyar női labdarúgó-válogatott 2012. március 2-i mérkőzése
Előző mérkőzés - Következő mérkőzés

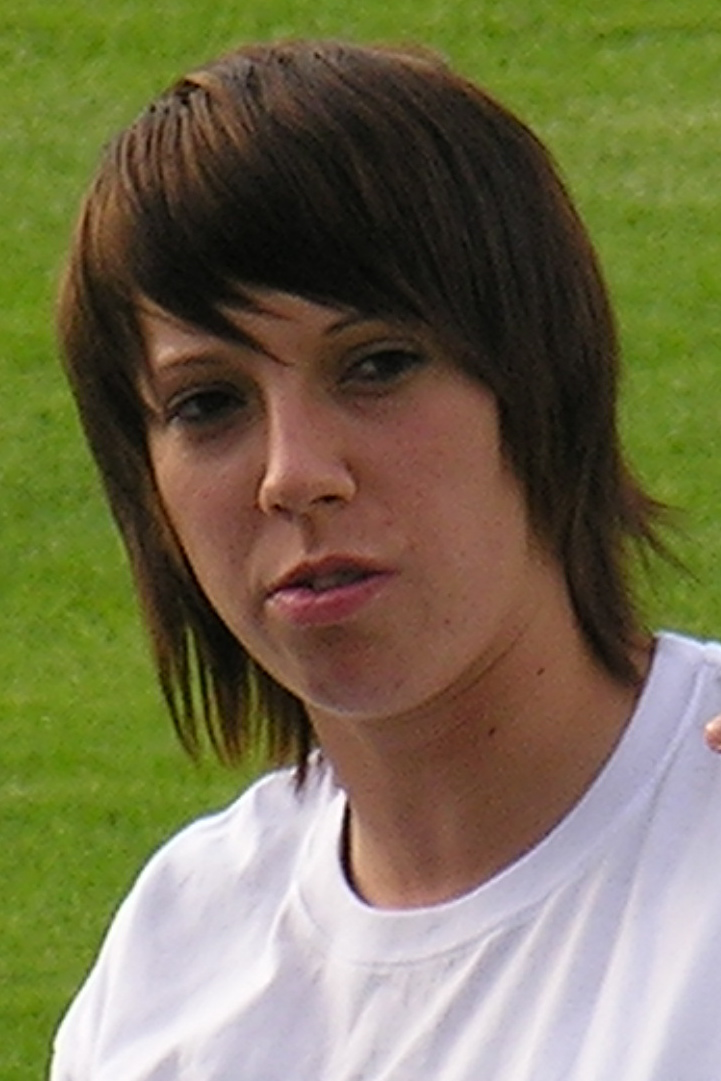
Szőcs Réka ezen a mérkőzésen szerepelt 25. alkalommal a válogatottban

A magyar női labdarúgó-válogatott mérkőzése Portugália ellen, 2012. március 2-án az Algarve Kupán. A találkozót a hazaiak nyerték 4–0-ra.

## Keretek
A magyar női labdarúgó-válogatott 2012. február 27-én elutazott Portugáliába a 19. Algarve Kupa küzdelmeire. Kiss László szövetségi edző 21 fős keretet hirdetett. Ezen a mérkőzésen szerepelt 25. alkalommal a válogatottban Szőcs Réka.
| Portugália | Portugália | Portugália | Portugália |
| Név        | Kor        | Vál./Gól   | Klub       |
| ---------- | ---------- | ---------- | ---------- |

| Magyarország      | Magyarország | Magyarország | Magyarország       |
| Név               | Kor          | Vál./Gól     | Klub               |
| ----------------- | ------------ | ------------ | ------------------ |
| Szőcs Réka        | 22 éves      | 24 / 0       | MTK Hungária       |
| Papp Eszter       | 22 éves      | 5 / 0        | Viktória FC        |
| Kovács Klaudia    | 21 éves      | 4 / 0        | Astra Hungary FC   |
| Szeitl Szilvia    | 24 éves      | 29 / 0       | 1. FC Femina       |
| Tálosi Szabina    | 23 éves      | 28 / 2       | Viktória FC        |
| Tóth II Alexandra | 21 éves      | 23 / 0       | Viktória FC        |
| Megyeri Boglárka  | 24 éves      | 10 / 1       | Viktória FC        |
| Gál Tímea         | 27 éves      | 35 / 0       | Volosz             |
| Szabó Boglárka    | 19 éves      | 7 / 0        | Astra Hungary FC   |
| Demeter Réka      | 20 éves      | 13 / 0       | MTK Hungária       |
| Smuczer Angéla    | 30 éves      | 66 / 1       | MTK Hungária       |
| Papp Dóra         | 21 éves      | 10 / 1       | MTK Hungária       |
| Csiszár Henrietta | 17 éves      | 1 / 0        | Ferencvárosi TC    |
| Sipos Lilla       | 19 éves      | 13 / 4       | Viktória FC        |
| Rácz Zsófia       | 23 éves      | 28 / 2       | Viktória FC        |
| Szuh Erika        | 22 éves      | 13 / 1       | Lokomotive Leipzig |
| Pádár Anita       | 32 éves      | 90 / 31      | MTK Hungária       |
| Dombai-Nagy Anett | 32 éves      | 62 / 28      | Astra Hungary FC   |
| Fogl Katalin      | 28 éves      | 22 / 3       | Astra Hungary FC   |
| Vágó Fanny        | 20 éves      | 31 / 13      | MTK Hungária       |
| Zágor Bernadett   | 22 éves      | 13 / 1       | MTK Hungária       |

 megjegyzés: Az adatok a mérkőzés napjának megfelelőek!

## Az összeállítások
| 2012. március 2. 16:15 (UTC+0) |

| Portugália                                    | 4 – 0   | Magyarország |
| --------------------------------------------- | ------- | ------------ |
| Rodrigues 13' Mendes 56' Borges 64' Couto 85' | (1 – 0) |              |

| Parchal |

| Portugália | Magyarország |

| PORTUGÁLIA: |  |
|             |  |

| MAGYARORSZÁG:        |    |                   |             |
|                      |    |                   |             |
| K                    | 99 | Szőcs Réka        |             |
| V                    | 26 | Demeter Réka      |             |
| V                    | 9  | Szeitl Szilvia    |             |
| V                    | 18 | Tálosi Szabina    |             |
| V                    | 5  | Gál Tímea         |             |
| VKP                  | 4  | Tóth II Alexandra |             |
| VKP                  | 15 | Rácz Zsófia       |             |
| TKP                  | 30 | Papp Dóra         | 58'         |
| TKP                  | 8  | Pádár Anita       | 80'         |
| TKP                  | 27 | Sipos Lilla       | a szünetben |
| CS                   | 23 | Szuh Erika        | 62'         |
| Cserék:              |    |                   |             |
| K                    | 12 | Papp Eszter       |             |
| KP                   | 3  | Csiszár Henrietta | 58'         |
| KP                   | 11 | Dombai-Nagy Anett | 80'         |
| CS                   | 10 | Vágó Fanny        | 62'         |
| CS                   | 21 | Zágor Bernadett   | a szünetben |
| Szövetségi kapitány: |    |                   |             |
| Kiss László          |    |                   |             |

## A mérkőzés
| „             | Olyan eredmény született, amire álmunkban sem gondoltunk volna. A mezőnyben nem játszottunk rosszul, viszont a védelmünk teljes csődöt mondott, és borzasztó egyéni hibákból kaptuk a gólokat. Ilyen hibákat már tavaly sem követett el a csapat, ezúttal azonban semmi sem sikerült, elől pedig felváltva hagyták ki a ziccereket támadóink. Egy ilyen eredmény után talán furcsa ezt mondani, de a játék képe alapján ezt a meccset akár meg is nyerhettük volna. Labdabirtoklásban egyértelműen ellenfelünk fölé nőttünk, és ha támadásban pontosabbak vagyunk, még az összes védelmi hibákkal együtt is szoros lehetett volna a találkozó. | ” |
| – Kiss László | |   |

## Örökmérleg a mérkőzés után
| Magyarország | :         | Portugália |
| ------------ | --------- | ---------- |
| 0            | Győzelem  | 1          |
| 0            | Döntetlen | 0          |
| 0            | Gólok     | 4          |
| 0/3          | Pontok    | 3/3        |
| 0            | %         | 100        |